# 라바르나 1세

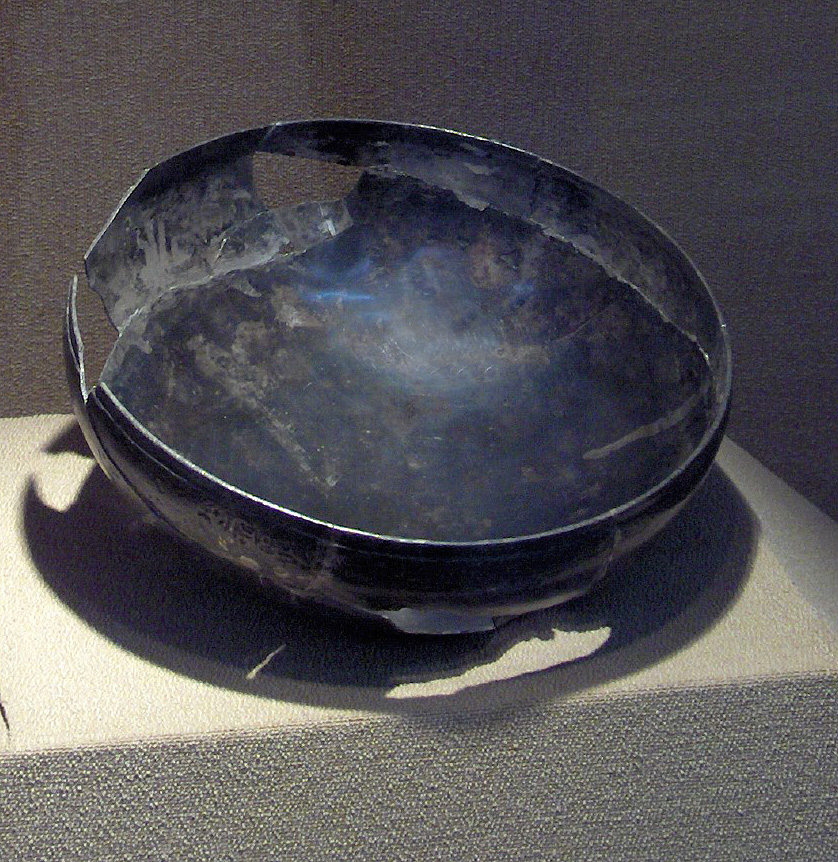

라바르나 1세는 기원전 1680년부터 1650년까지 히타이트의 첫 왕이었다.
라바르나는 전통적인 히타이트 고왕국(기원전 1700년에서 기원전 1500년까지 존재하였으며, 히타이트의 최전성기에 해당한다.)의 창업자였다. 그러나 그 존재는 현대의 과학자들에 의해 의문시된다.
라바르나는 적자가 아니었다. 그의 아들이 반란한 후, 푸사루마(푸루갈마)는 라바르나를 후계자로 지목하였다. 푸사루마가 죽자 왕좌를 놓고 라바르나와 푸사루마의 아들 중의 하나인 파파딜마가 경쟁하였는데 라바르나의 승리로 끝났다. 그에 대해 알려진 약간의 것은 주로 텔레피누의 칙령에서 발췌된 것이다. 그에 따르면 라바르나 대왕은 그의 적을 압도하여 그들을 바다의 경계로 삼았다. 이 선언은 정복이 남으로는 지중해 북으로는 흑해까지 도달하였다고 해석되기도 한다.
그는 그의 아들들을 투와누와, 후피스나, 란다 그리고 루스나 등의 여러 도시의 책임자로 임명하였다.
비록그의 정복을 통해서 그는 다가오는 히타이트 제국을 위한 사전 정지 작업을 책임졌다. 라바르나는 실제 개인의 이름이라기보다는 히타이트 초기 지배자의 명칭이다.
동시대의 문헌이 부족하지만 하투실리 1세도 라바르나라는 명칭을 사용했다는 사실 약간의 학자들은 히타이트 사학자들이 자료를 라바르나를 하투실리 1세 이전의 별도의 왕으로 생각했다고 주장한다. 이 이론에 따르면 라바르나와 하투실리 1세는 동일인물이며, 같은 지배자라는 것이다.
| 전임 푸루갈마 | 제1대 히타이트 왕 기원전 1680- 기원전 1650 | 후임 하투실리 1세 |